# Comuna Cerven Breag, Plevna
Obștina Cerven Breag (comuna Cerven Breag) este o unitate administrativă în regiunea Plevna din Bulgaria. Cuprinde un număr de 17 localități (2 orașe - Cerven Breag și Koinare și 15 sate).  Reședința sa este orașul Cerven Breag.

## Localități componente[2]
| - Cerven Breag - Koinare - Breste - Ciomakovți - Devenți - Glava | - Gornik - Lepița - Radomirți - Rakita - Reseleț - Rupți | - Suhace - Teliș |

## Demografie
Componența etnică a comunei Cerven Breag
     Romi (3,86%)
     Bulgari (79,86%)
     Nicio identificare (15,44%)
     Altele (1,22%)
La recensământul din 2011, populația comunei Cerven Breag era de 27.856 locuitori. Din punct de vedere etnic, majoritatea locuitorilor (79,86%) erau bulgari, cu o minoritate de romi (3,86%). Pentru 15,44% din locuitori nu este cunoscută apartenența etnică.